# 122 v. Chr.
Portal Geschichte | Portal Biografien | Aktuelle Ereignisse | Jahreskalender | Tagesartikel

◄ |
3. Jahrhundert v. Chr. |
2. Jahrhundert v. Chr. |
1. Jahrhundert v. Chr. |
►

◄ | 140er v. Chr. | 130er v. Chr. | 120er v. Chr. | 110er v. Chr. |
100er v. Chr. |
►

◄◄ | ◄ | 125 v. Chr. | 124 v. Chr. | 123 v. Chr. | 122 v. Chr. |
121 v. Chr. |
120 v. Chr. |
119 v. Chr. |
► |
►►
Staatsoberhäupter

## Ereignisse
- Gaius Sempronius Gracchus lässt sich unter Bruch des Iterationsverbots ein zweites Mal zum Volkstribunen wählen. Den Optimaten gelingt es jedoch, Marcus Livius Drusus zu seinem Kollegen wählen zu lassen, um seine Landreformen zu hintertreiben.
- Gaius Sempronius Gracchus gründet auf dem Boden Karthagos eine römische Kolonie. Marcus Livius Drusus nutzt seine Abwesenheit geschickt. Da eine Kolonisierung in Italien immer populärer ist als derartige Projekte außerhalb, beantragt er seinerseits die Gründung von gleich zwölf neuen Kolonien auf italischem Boden und fordert, dass daran nur römische Bürger beteiligt werden sollen, nicht, wie Gracchus vorgeschlagen hat, auch alle mit Rom verbündeten Italiker. Dieses Projekt, das Drusus die Begeisterung der römischen Plebejer einbringt, wird allerdings nie umgesetzt.
- Die Römer gründen in Gallien die Stadt Aquae Sextiae.

- 123/122 v. Chr.: Die Lex iudiciaria, ein Gesetz des Gaius Sempronius Gracchus, das das Gerichtswesen der Römischen Republik zugunsten des Ritterstandes und auf Kosten der Senatoren reformiert, wird erlassen. Ob es sich hierbei jedoch um ein oder mehrere Gesetze handelt und ob dieses Gesetz(eswerk) das gesamte Gerichtswesen umfasst oder sich lediglich auf das Repetundenverfahren bezieht, ist bis heute in der Forschung nicht eindeutig geklärt.

## Gestorben
- Zhao Mo, chinesischer Herrscher